# Increase Sumner
Increase Sumner (27 de Novembro de 1746 – 7 de Junho de 1799) foi um advogado, jurista e político americano de Massachusetts. Foi o quinto governador de Massachusetts, exercendo de 1797 até 1799. Formou-se como advogado, exerceu no governo provisório de Massachusetts durante a Guerra de Independência dos Estados Unidos e foi eleito para o Congresso da Confederação em 1782. Nomeado para o Supremo Tribunal Judicial de Massachusetts no mesmo ano, exerceu como juiz associado até 1797.
foi eleito governador de Massachusetts três vezes por amplas margens, mas morreu logo após o início de seu terceiro mandato. Seus descendentes incluem seu filho William H. Sumner, a quem o Túnel Sumner em Boston, Massachusetts tem o nome e os diplomatas do século XX, Sumner Welles e Sumner Gerard.

## Primeiros anos
Increase Sumner nasceu no dia 27 de Novembro de 1746 em Roxbury, Província da Baía de Massachusetts, um dos oito filhos de Increase Sumner e Sarah Sharp. Seu pai Increase Sumner era um fazendeiro de sucesso descendente dos primeiros colonos de Dorchester; ocupou vários cargos públicos, incluindo legista no Condado de Suffolk e membro do Conselho de Roxbury.
Em 1752, Sumner matriculou-se na escola de gramática de Roxbury, atualmente Roxbury Latin School, onde o diretor era William Cushing, futuro juiz da Suprema Corte dos Estados Unidos. Sumner destacou-se na escola e devido à resistência de seu pai (que imaginava o futuro de seu filho na agricultura), matriculou-se no Harvard College em 1763. Formou-se em 1767.

## Carreira jurídica
Depois de formar-se em Harvard, Sumner assumiu o comando da escola de Roxbury, onde lecionou por dois anos enquanto aprendiz de direito com Samuel Quincy, o procurador-geral da província. Procurou estudar com John Adams, mas a sala tinha alunos suficientes. Adams escreveu que Sumner "era um gênio promissor e um jovem estudioso e virtuoso". Sumner foi aceito na Ordem em 1770 e abriu um escritório de advocacia em Roxbury naquele ano.

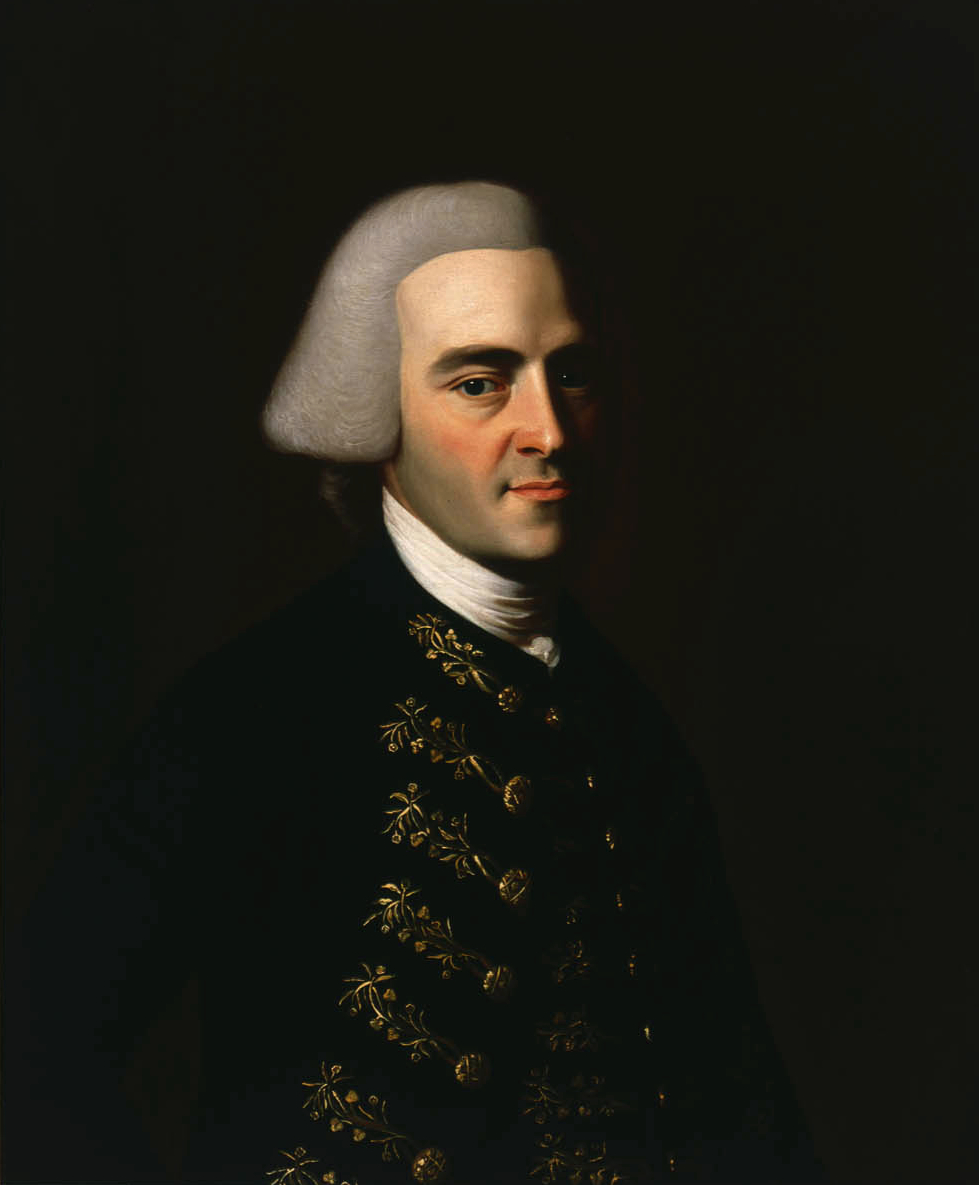
John Hancock nomeou Sumner ao Supremo Tribunal Judicial de Massachusetts

Sumner foi escolhido como membro do Congresso Provincial de Massachusetts em 1776, onde representou a cidade de Roxbury. Em 1777, participou de uma convenção estadual para redigir uma nova constituição, cujo resultado não foi adotado. Continuou a exercer no congresso provincial até a constituição estadual ser adotada em 1780, quando foi eleito senador estadual do condado de Suffolk. Neste cargo, ocupou por dois anos. Em Junho de 1782, foi eleito para o Congresso da Confederação pelo Congresso, substituindo Timothy Danielson, que renunciou, mas Sumner nunca realmente tomou posse. Em Agosto de 1782, o Governador John Hancock nomeou- como juiz associado do Supremo Tribunal Judicial de Massachusetts para substituir James Sullivan. Aceitou este cargo em vez da vaga no senado e exerceu de 1782 até 1797. Os detalhes de seu registro judicial são escassos, em parte porque poucos registros oficiais do tribunal sobrevivem pelo tempo e as decisões eram geralmente orais (o tribunal não começou a guardar registros formais com decisões escritas até 1805). Sumner fez anotações detalhadas de muitos dos casos que ouviu; essas anotações, preservadas na Sociedade Histórica de Massachusetts, agora formam um repositório valioso da história judicial do início de Massachusetts.
O período em que exerceu no Supremo Tribunal Judicial incluiu um período de grande turbulência em Massachusetts. Após a Guerra de Independência dos Estados Unidos, o valor da moeda em papel então em circulação caiu significativamente, deixando muitos cidadãos em dificuldades financeiras. O governo de James Bowdoin, em 1786, aumentou os impostos para pagar a dívida pública que havia aumentado durante a guerra e intensificou a cobrança de impostos atrasados. Essas pressões econômicas levaram a manifestações de distúrbios civis que culminaram na Rebelião de Shays, uma revolta no centro e oeste de Massachusetts que durou de 1786 até 1787. Sumner participou nos casos criminais em que os participantes da rebelião foram julgados. Muitos participantes foram perdoados, mas dezoito foram condenados e sentenciados à morte. A maioria dessas sentenças foram comutadas; dois homens foram enforcados.
Sumner participou no tribunal quando ouviu os apelos nos casos de Quock Walker, em 1783, a respeito de um ex-escravo que estava buscando confirmação de sua liberdade. Uma decisão em um desses casos confirmou que a constituição do estado havia efetivamente abolido a escravidão. Em 1785, foi escolhido pela Câmara para fazer parte de um comitê que revisou as leis do estado, para modernizá-las e remover referências à autoridade britânica. Em 1789, era membro da convenção estadual que reuniu-se para ratificar a Constituição dos Estados Unidos, na qual explicou à convenção o significado e a importância do habeas corpus. Foi eleito membro da Academia Americana de Artes e Ciências em 1791.

## Governador de Massachusetts
Em 1795, alguns grupos do Partido Federalista procuraram promover Sumner como candidato a governador, mas não foi formalmente nomeado e o governador Samuel Adams foi reeleito. No ano seguinte, Sumner foi promovido ativamente pelos Federalistas, mas Adams conseguiu vencer por uma margem confortável. A campanha não foi muito dividida: Sumner foi apresentado como uma alternativa relativamente jovem ao envelhecimento de Adams. Sumner escreveu depois que Adams "atravessou um mar de problemas políticos e envelheceu em trabalhos para o bem de seu país".
A popularidade de Adams, no entanto, estava diminuindo e decidiu não concorrer à reeleição em 1797. Várias figuras populares foram levantadas como candidatas e na eleição daquele ano, Sumner ganhou a votação com 15.000 de um total de 25.000 votos expressos contra uma oposição dividida. No dia 2 de Junho, Sumner viajou de sua casa em Roxbury, acompanhado por 300 cidadãos a cavalo, até a Câmara do Estado em Boston, onde o Secretário da Commonwealth proclamou seu governo da sacada leste. Sumner foi o último governador a presidir o que hoje é chamado de Old State House, quando a sede do governo foi transferida para o New State House no ano seguinte.
Sumner foi reeleito em 1798 e 1799 contra uma oposição mínima. Sua popularidade como governador foi considerada ao receber uma fatia maior dos votos em seu terceiro mandato, onde obteve 17.000 dos 21.000 votos, recebendo votos por unanimidade em 180 das 393 cidades do estado. Durante o período de Sumner no cargo, o estado estava preocupado principalmente com a ameaça de ataque da França como resultado da Quase-guerra naval em andamento. Relativamente mais jovem e mais vigoroso que seus antecessores, Sumner construiu ativamente a milícia do estado e trabalhou para garantir sua prontidão em caso de ataque.
Sumner nunca assumiu as funções de cargo depois de vencer a eleição de 1799, pois estava doente em seu leito de morte na época. A fim de evitar questões constitucionais em torno da sucessão ao gabinete do governador, conseguiu prestar juramento no início de Junho. Morreu no cargo de Angina, aos 52 anos no dia 7 de Junho de 1799. Seu funeral, com honras militares completas, ocorreu no dia 12 de Junho e contou com a presença do Presidente dos Estados Unidos, John Adams. O cortejo fúnebre, que incluía quatro regimentos de milícias, passou da mansão de Roxbury do governador para um culto na Old South Meeting House. Está sepultado no canto norte do Granary Burying Ground, em Boston. O epitáfio de bronze informa:
Aqui descansa o corpo de Increase Sumner. Nasceu em Roxbury, no dia 27 de Novembro de 1746 e morreu no mesmo local, no dia 7 de Junho de 1799, no 53º ano de sua idade. Por algum tempo foi praticante na Ordem; e por quinze anos um juiz associado do supremo tribunal judicial; foi eleito três vezes governador de Massachusetts no cargo em que morreu. Como advogado, era fiel e capaz. Como juiz, paciente, imparcial e decisivo. Como magistrado-chefe, disposto, franco e decisivo. Na vida pessoal, era carinhoso e discreto. Na vida pública era digno e firme. As desavenças do partido foram amenizadas pela correção de sua conduta. A difamação foi silenciada pelo peso de suas virtudes e rancor, suavizada pela comodidade de suas maneiras na firmeza das realizações intelectuais e no meio da utilidade. Foi chamado pela Divina Providência para descansar com seus pais e desceu até às câmaras da morte acreditando plenamente que a sepultura é o caminho para a existência futura.
O vice-governador, Moses Gill, tornou-se governador interino e administrou o estado até as eleições serem realizadas em 1800.

## Família e legado
Sumner casou-se no dia 30 de Setembro de 1779 com Elizabeth Hyslop, filha de William Hyslop. Com a morte de seu sogro, Sumner herdou uma propriedade considerável que permitiu-lhe manter um estilo de vida digno durante seu serviço público. O casal teve três filhos; seu filho William H. Sumner é conhecido por seus esforços para desenvolver o que é hoje o East Boston e a quem é chamado o Túnel Sumner de Boston. Seus descendentes posteriores incluem Sumner Welles, diplomata do século XX e consultor do presidente Franklin Delano Roosevelt e Sumner Gerard, diplomata do século XX, político de Montana e Embaixador dos EUA na Jamaica. Sumner, Maine, criada quando era governador em 1798, foi nomeado em sua homenagem.
Sumner foi descrito por seu filho como um agricultor talentoso e pragmático e um excelente cavaleiro. Gostava de agricultura e pessoalmente enxertou um pomar inteiro de árvores frutíferas em sua fazenda. Foi membro da Academia Americana de Artes e Ciências e Presidente do Conselho de Administração da Roxbury Latin School.
Em suas audiências de confirmação em 2017, o juiz da Suprema Corte dos EUA, Neil Gorsuch, lembrou-se de ter se emocionado ao ler a lápide de Sumner como estudante de direito em Harvard. Gorsuch fechou sua declaração de abertura lendo uma parte do epitáfio de Sumner e acrescentando "[A]quelas palavras acompanham-me. Mantenho-as na minha mesa. Servem para mim como um lembrete diário da integridade da lei, de que uma vida útil pode ser liderada em seu serviço, do trabalho árduo que é necessário e do incentivo a bons hábitos quando falho e quando hesito. No final de tudo, não posso pedir nada além de ser descrito como ele era. E se confirmado, te juro que farei tudo ao meu alcance para ser esse homem".